# Лудово
Лудово (грч. Κρύα Νερά, до 1926. грч. Λούδοβο) је насељено место у општини Рупишта у периферији Западна Македонија, Грчка. Према попису из 2021. године било је 5 становника.
Према бугарском географу и историчару, Василу Канчову, у Лудову је 1900. године живело 168 Словена хришћана. Македонски историчар Тодор Симовски, 1998. године наводи да су Лудово словенско насеље.